# 고백 (2002년 드라마)
《고백》은 2002년 7월 1일부터 2002년 8월 20일까지 방영된 문화방송 월화드라마이다.

## 등장 인물
- 원미경 : 정윤미 역 - 소아과 의사, 동규의 아내
- 유인촌 : 오동규 역 - 윤미의 남편
- 정선경 : 최영주 역 - 동규의 내연녀
- 이응경 : 이정희 역
- 강석우 : 박상일 역
- 송승환 : 윤도섭 역
- 김유석 : 김병호 역
- 정재순 : 강 여사 역
- 임동진
- 박영지 : 최 사장 역. 영주 아버지.
- 장한나 : 오나리 역 - 정윤미와 오동규의 딸
- 오지호 : 김명우 역
- 이정윤
- 양형호
- 최정윤
- 염재욱
- 신동미
- 지양명
- 정승재